# Oxford (Idaho)
Pour les articles homonymes, voir Oxford (homonymie).
Oxford est une ville américaine située dans le comté de Franklin en Idaho.
Selon le recensement de 2010, Oxford compte 48 habitants. La municipalité s'étend alors sur 0,25 mille carré (0,65 km2).